# Bjørnar Vestøl
Bjørnar Vestøl (Grimstad, 28 mei 1974) is een voormalig wielrenner uit Noorwegen, die actief was als beroepsrenner van 1998 tot 2004. Hij kwam onder meer uit voor de Deense ploegen Acceptcard Pro Cycling en Team Fakta. Vestøl vertegenwoordigde zijn vaderland op de Olympische Spelen in Sydney, waar hij als 78ste eindigde in de individuele wegwedstrijd.

## Erelijst
1997
- 2e etappe Postgirot Open

1998
- 3e etappe Ster der Beloften

1999
- 6e etappe Ronde van Langkawi
- GP Lillers
- 1e etappe Ringerike GP

2000
- 4e etappe Norks Sykkelfestival
- Ronde van Noord-Holland
- 7e etappe Circuito Montañés

2001
- Rund um Düren
- 5e etappe Ronde van Hessen

2004
- Noors kampioen ploegentijdrit, Elite (met Are Hunsager Andresen en Frank Pedersen)

## Grote rondes
| Jaar | Ronde van Italië | Ronde van Frankrijk | Ronde van Spanje |
| ---- | ---------------- | ------------------- | ---------------- |
| 2000 | 125e             |                     |                  |